# Friedrich III. (Bar)
Friedrich III. (* um 1020; † 1033) war Graf von Bar und Herzog von Oberlothringen. Er war der Sohn von Friedrich II. († 1026) und Mathilde von Schwaben, und Enkel und Nachfolger von Dietrich I. († 1026/27).
Über seine Zeit als Herzog ist wenig bekannt, nicht einmal die Namen des Regenten für den minderjährigen Herzog ist überliefert. Er starb 1033 unverheiratet und kinderlos. Seine Tante Gisela von Schwaben, Ehefrau des Kaisers Konrad II., nahm seine beiden Schwestern Sophie, die die Grafschaft Bar erbte, und Beatrix zu sich.
Kaiser Konrad II. gab Oberlothringen einem Vetter, Gotzelo, der bereits Herzog von Niederlothringen war, wodurch die beiden Herzogtümer für einige Jahre wieder vereint wurden.